# Lepa Njiva
Lepa Njiva – wieś w Słowenii, w gminie Mozirje. W 2018 roku liczyła 456 mieszkańców.